# Lucas Di Grassi
Lucas Tucci Di Grassi (San Paolo, 11 agosto 1984) è un pilota automobilistico brasiliano di origini italiane, campione del mondo di Formula E nel 2017.
Ha corso in Formula 1 con il team Virgin nel 2010.

## Biografia
La famiglia paterna è originaria di Polignano a Mare, in provincia di Bari: il nonno emigrò in Brasile, ma il pilota possiede, così come il padre, anche il passaporto italiano.
È membro del Mensa.

## Carriera

### Gli esordi
Lucas iniziò la sua carriera nel 2000 con i kart, giungendo 5º nel campionato di Formula A. Nel 2002 debuttò nella Formula Renault brasiliana giungendo secondo in classifica, dopodiché passò alla Formula 3. Nel 2003, guidò una Dallara F301 Mugen-Honda per la Avallone Motorsport nella Formula Tre sudamericana; anche in questo caso, concluse la stagione come secondo classificato con una vittoria e undici podi in totale; questo avvenne nonostante abbia mancato le ultime 6 corse in programma dopo aver patito le conseguenze di un brutto incidente nella gara di Curitiba. Corse anche quattro gare in Europa nella F3 Euroseries con la Prema Powerteam, ottenendo come miglior risultato un quarto posto. Nel 2004 si stabilì in Europa e corse per la Hitech Racing nel campionato di Formula 3 britannico; ottenne due vittorie durante la stagione, e si classificò in ottava posizione in classifica generale; una fase saliente di quell'anno è stato il podio ottenuto al debutto nel Gran Premio di Macao. Nel 2005 tornò di nuovo a tempo pieno nella F3 Euro Series con la Manor Motorsport; contro la dominante coppia della ASM formata da Lewis Hamilton e Adrian Sutil riuscì ad ottenere un solo successo e giungere terzo in campionato. A fine stagione, ritornò a Macao, questa volta con la Manor Motorsport e vinse l'evento partendo dalla terza posizione in griglia, sebbene il campione della F3 Euroseries Lewis Hamilton saltò la gara.

### GP2

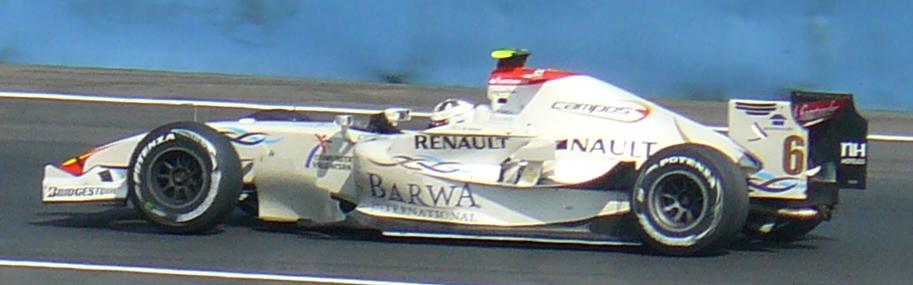
Di Grassi impegnato a Valencia nella GP2.

Il 2006 vide Di Grassi competere nella GP2 per il Team Durango; il brasiliano fu protagonista di una stagione modesta, conclusa con 8 punti conquistati e il 17º posto in classifica. Nel 2007 si unì ai campioni uscenti della ART Grand Prix; i risultati del pilota brasiliano migliorarono immediatamente e dopo un quarto posto e un ritiro nella gara iniziale, Di Grassi cominciò una serie di ben dodici gare a punti, conclusa con una vittoria nella corsa principale in Turchia che gli permise di passare in testa al campionato davanti al rivale Timo Glock; tuttavia il tedesco riconquistò la vetta della classifica già la mattina dopo, quando vinse gara 2. Di Grassi e Glock continuarono a duellare per il titolo per il resto della stagione, ma alla fine il tedesco ebbe la meglio sul brasiliano, vincendo il titolo all'ultima gara. Nel 2008 Di Grassi, impegnato come tester per la Renault, non partecipò alle prime tre gare in calendario, accordandosi poi con la Campos Racing per il resto della stagione. Il brasiliano ottenne comunque buoni risultati, tanto che ad un certo punto della stagione sembrò in grado di inserirsi nella lotta per il titolo tra Giorgio Pantano e Bruno Senna; chiuse la stagione in terza posizione, con tre vittorie e tre secondi posti. Nel 2009 il pilota brasiliano passa alla Racing Engineering; dopo un avvio difficile, con un ritiro e un decimo posto nella prima gara in Spagna, Di Grassi ha conquistato una vittoria nella gara sprint in Turchia e diversi piazzamenti sul podio, chiudendo il campionato in terza posizione con 63 punti.

### Formula 1

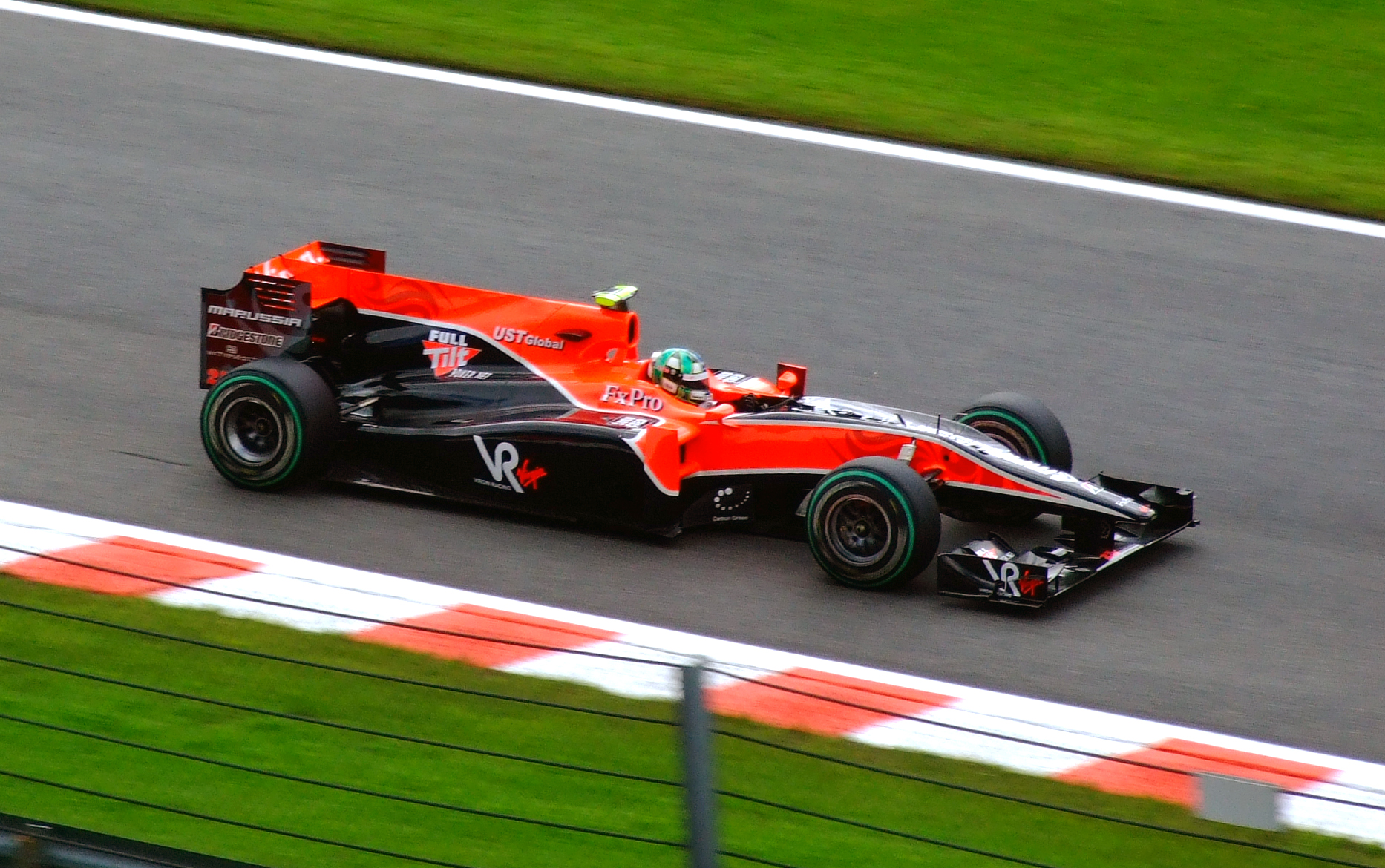
Lucas Di Grassi durante il Gran Premio del Belgio 2010

Nel 2008, parallelamente ai suoi impegni in GP2, ha debuttato in Formula 1 come pilota collaudatore della Renault ed è stato confermato nello stesso ruolo anche l'anno successivo. Nel 2010 debutta come pilota titolare al volante della Virgin; nel corso della stagione non raccoglie punti: il suo miglior risultato è il 14º posto nel Gran Premio della Malesia; al termine della stagione viene sostituito dal belga Jérôme d'Ambrosio. Dal 2011 al 2013 viene ingaggiato dalla Pirelli come tester.

### Endurance
Terminata l'esperienza in Formula 1, nel 2013 prende parte alla 6 Ore di Spa-Francorchamps e alla 24 Ore di Le Mans nel mondiale Endurance con l'Audi Sport Team Joest assieme a Marc Gené e a Oliver Jarvis; in entrambe le gare ottiene il terzo posto.
Nel 2014 viene confermato dalla scuderia tedesca e trova Tom Kristensen e Loïc Duval come compagni di squadra; dopo essersi ritirato nella prima gara, ottiene tre secondi posti consecutivi, uno dei quali alla 24 Ore di Le Mans, disputata assieme a Tom Kristensen e a Marc Gené. Nelle tre gare successive arriva sempre quinto, mentre conclude al terzo posto la gara di casa a San Paolo.

### Formula E
L'imprenditore Alejandro Agag nel 2011 chiede a Di Grassi di diventare collaudatore della serie nascente Formula E, un anno più tardi Di Grassi viene annunciato come collaudatore ufficiale del campionato. Il brasiliano ha testato per la prima volta il prototipo della monoposto di Formula E al Circuit de L'Eure vicino a Parigi nell'agosto 2012, Di Grassi ha successivamente sciolto il suo contratto come collaudatore per gareggiare nella serie. Il 13 febbraio 2014 è stato annunciato che Di Grassi parteciperà alla prima stagione con Audi Sport ABT insieme a Daniel Abt.

#### Audi Sport ABT (2014-2021)

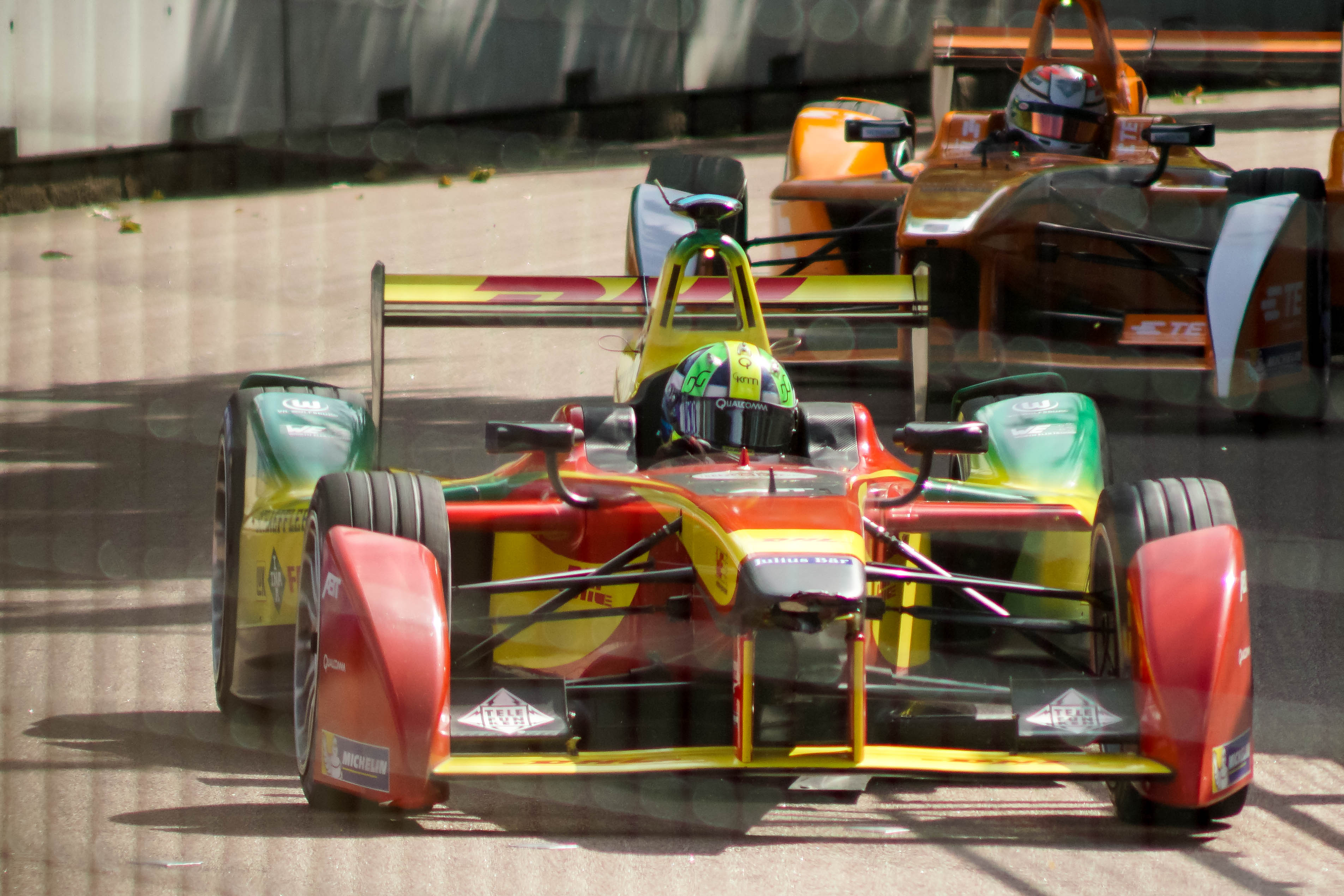
Lucas Di Grassi durante l'E-Prix di Londra 2015

Di Grassi vince la prima gara della stagione a Pechino, diventando il primo pilota a vincere una gara a motore elettrico. Con gli ottimi risultati ottenuti a Putrajaya e a Punta del Este guadagna la leadership del campionato. Tuttavia, a causa dei problemi tecnici accusati dalla sua monoposto perde il vantaggio in classifica. Arrivando terzo a Long Beach e secondo a Monaco, ritorna primo in campionato a 4 round dalla fine, ma con la squalifica rimediata a Berlino per delle modifiche illegali ai parafanghi anteriori, e il secondo posto a Mosca di Nelson Piquet Jr, Di Grassi finisce a 17 punti dalla vetta. Arriva quarto e sesto nell'E-Prix di Londra perdendo il campionato, vinto da Nelson Piquet Jr., e il secondo posto, conquistato da Sébastien Buemi. Finisce dunque il campionato in terza posizione.

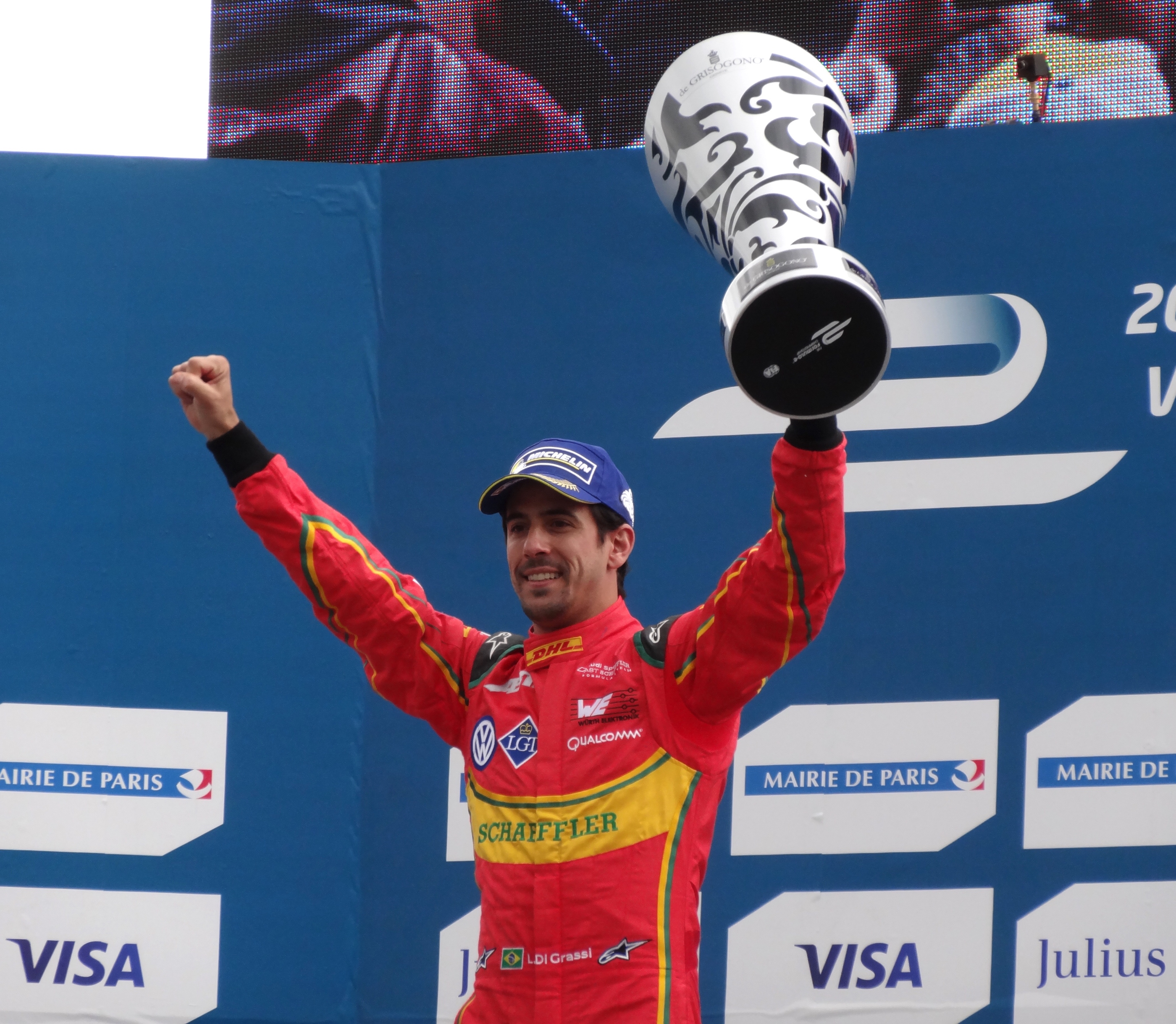
Lucas Di Grassi, E-Prix di Parigi 2016.

La stagione 2015-16 inizia con 3 podi e una vittoria candidando Di Grassi come favorito per la vittoria finale, ma la squalifica rimediata a Città del Messico per vettura al di sotto del limite minimo di peso e il ritiro nella seconda gara dell'E-Prix di Londra 2016 non gli permettono di conquistare il campionato che va a Sébastien Buemi dopo un finale spettacolare in cui il vincitore viene deciso grazie all'assegnazione del giro veloce. Finisce in seconda posizione con 3 vittorie e 7 podi in 10 gare.
Arriva al secondo posto all'E-Prix inaugurale ad Hong Kong, in quinta posizione a Marrakech e conquista un altro podio a Buenos Aires arrivando terzo. Vince l'E-Prix di Città del Messico 2016, nonostante il cambio vettura anticipato dovuto ad un contatto avvenuto al primo giro. Un mese più tardi a Monaco non riesce a sopravanzare nella fase finale il pilota della Renault e.dams Sébastien Buemi e finisce al secondo posto.
Nell'E-Prix di New York guadagna 10 punti a Buemi (che non partecipa alla gara a causa dell'impegno nel WEC al Nürburgring). Di Grassi, approfittando delle scarse prestazioni di Buemi in entrambe le gare, riesce a vincere il suo primo campionato piloti, arrivando primo e settimo nell'E-Prix di Montréal. Viene scelto come uno dei sei piloti selezionati per l'Autosport International Racing Award 2017. Il 6 dicembre Di Grassi viene eletto pilota brasiliano dell'anno dai lettori di Grande Prêmio.

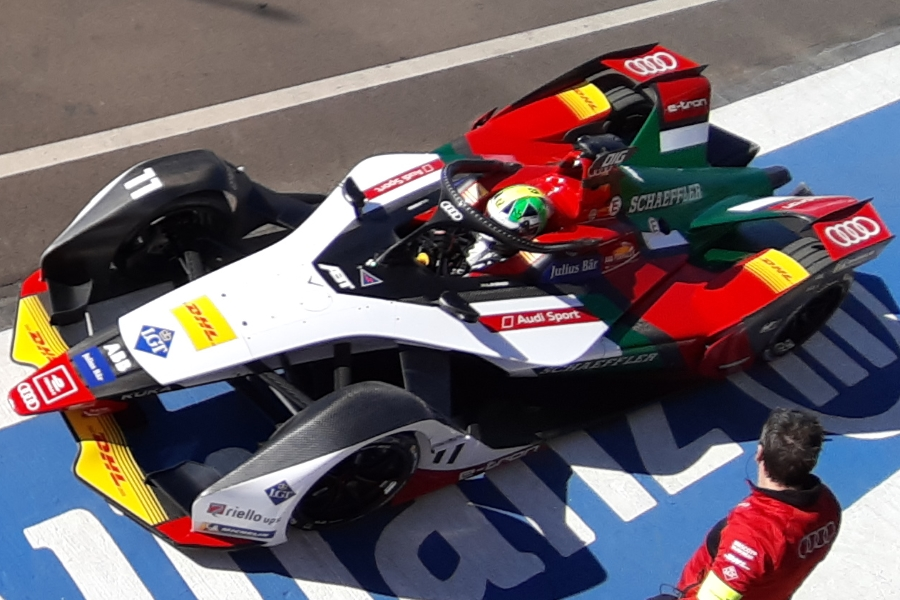
Lucas Di Grassi durante l'E-Prix di Marrakech 2019

Viene confermato dal team Audi Sport ABT Schaeffler insieme a Daniel Abt. Conclude le prime due gare dell'E-Prix di Hong Kong al 17º e 14º posto. Dopo una prima parte di stagione disastrosa, in cui conquista solo 2 punti nelle prime cinque gare, conquista sette podi consecutivi (tra cui due vittorie) nella seconda parte della stagione, che lo portano al secondo posto della classifica generale dietro al campione Jean-Éric Vergne.
Nella stagione successiva viene confermato dal team. Debutta con un 9º posto a Riyadh. A Santiago fa la pole ma viene squalificato per un'infrazione; in gara arriva 9º ma subisce una penalità a causa di un contatto con José María López, quindi diventa 12º. In Messico supera Pascal Wehrlein all'ultimo metro grazie ad una grande manovra, agevolata dallo 0% di energia del tedesco e riesce a vincere la gara. Giunge 2º ad Hong Kong, mentre a Sanya viene tamponato da Frijns e abbandona (viene classificato 15º perché l'incidente è avvenuto all'ultimo giro). Nel E-Prix di Berlino conquista la sua seconda vittoria dopo essere partito 3º. Conclude la stagione al 3º posto con 108 punti.
Audi conferma ancora il pilota brasiliano. Conquista il suo primo podio (2º posto) nella stagione nel secondo E-Prix di Dirʿiyya si ripete nella terza gara di Berlino arrivando terzo. Chiude la sua peggiore stagione in Formula E al sesto posto senza vincere una gara e con solo due podi.
Nello stesso anno con il team Abt ha preso parte agli ultimi due round del campionato DTM 2021.

#### ROKiT Venturi Racing (2021-2022)
Di Grassi rimasto libero dopo addio di Audi trova un accordo per correre con il team Venturi. Durante la stagione ottiene due podi, il primo nella seconda gara del E-Prix di Dirʿiyya e il secondo in gara uno di New York. Il brasiliano torna alla vittoria nel penultimo e-prix della stagione, a Londra, con questa vittoria Di Grassi diventa insieme a Sébastien Buemi il pilota più vincete della Formula E. Chiude la sua ottava stagione nella serie al quinto posto in classifica.

#### Mahindra Racing (2022-2023)
Dopo una sola stagione con il team Venturi decide di passare al team indiano Mahindra Racing dove sostituisce l'uscente Alexander Sims. Il brasiliano sarà compagno di squadra di Oliver Rowland. La stagione inizia nei migliori dei modi conquistano la Pole position e il terzo posto in gara nell'E-Prix di Città del Messico. Per il pilota brasiliano è il 40° podio nella categoria. Nel resto della stagione Di Grassi non riesce a ripetersi, andando a punti solo in due occasioni, chiude a fine quindicesimo in classifica.

#### Ritorno in ABT Cupra  (2024-)
Dopo un solo anno deludente in Mahindra, di Grassi torna nel team ABT Cupra Formula E. La stagione è piuttosto deludente, ottiene solo tre piazzati a punti e chiude al ventiquattresimo in classifica. Nella stagione successiva il team ottiene il sopporto della Lola-Yamaha e il brasiliano viene confermato al suo posto.

## Risultati

### Risultati in Formula 3 Euro series
| Anno | Team             | 1    | 2    | 3   | 4   | 5   | 6   | 7   | 8   | 9   | 10  | 11  | 12  | 13  | 14  | 15  | 16  | 17   | 18   | 19   | 20   | Punti | Pos. |
| ---- | ---------------- | ---- | ---- | --- | --- | --- | --- | --- | --- | --- | --- | --- | --- | --- | --- | --- | --- | ---- | ---- | ---- | ---- | ----- | ---- |
| 2003 | Prema Powerteam  | HOC1 | HOC1 | ADR | ADR | PAU | PAU | NOR | NOR | LMS | LMS | NÜR | NÜR | A1R | A1R | ZAN | ZAN | HOC2 | HOC2 | MAG  | MAG  | 5     | 21º  |
| 2003 | Prema Powerteam  |      |      | 14  | 18  | 9   | 4   |     |     |     |     |     |     |     |     |     |     |      |      |      |      | 5     | 21º  |
| 2005 | Manor Motorsport | HOC1 | HOC1 | PAU | PAU | SPA | SPA | MON | MON | OSC | OSC | NOR | NOR | NÜR | NÜR | ZAN | ZAN | LAU  | LAU  | HOC2 | HOC2 | 68    | 3º   |
| 2005 | Manor Motorsport | Rit  | NS   | 5   | 7   | SQ  | 3   | 7   | 5   | 1   | 2   | 5   | 6   | 2   | Rit | Rit | Rit | 8    | 3    | 2    | Rit  | 68    | 3º   |

### Risultati in GP2 Series
| Anno | Team               | 1   | 2   | 3   | 4   | 5   | 6   | 7   | 8   | 9   | 10  | 11  | 12  | 13  | 14  | 15  | 16  | 17  | 18  | 19  | 20  | 21  | 22 | 23 | Punti | Pos. |
| ---- | ------------------ | --- | --- | --- | --- | --- | --- | --- | --- | --- | --- | --- | --- | --- | --- | --- | --- | --- | --- | --- | --- | --- | -- | -- | ----- | ---- |
| 2006 | Durango            | VAL | VAL | SMR | SMR | EUR | EUR | ESP | ESP | MON | GBR | GBR | FRA | FRA | GER | GER | HUN | HUN | TUR | TUR | ITA | ITA |    |    | 8     | 17º  |
| 2006 | Durango            | 17  | 16  | Rit | Rit | 18  | 13  | 12  | 9   | 11  | Rit | ES  | 7   | 6   | NP  | Rit | 13  | Rit | 5   | 9   | 10  | 14  |    |    | 8     | 17º  |
| 2007 | ART Grand Prix     | BHR | BHR | CAT | CAT | MON | MAG | MAG | SIL | SIL | NÜR | NÜR | HUN | HUN | IST | IST | MNZ | MNZ | SPA | SPA | VAL | VAL |    |    | 77    | 2º   |
| 2007 | ART Grand Prix     | 5   | Rit | 3   | 3   | 5   | 2   | 4   | 4   | 4   | 2   | 6   | 4   | 4   | 1   | 11  | 13  | 4   | 3   | 3   | Rit | 13  |    |    | 77    | 2º   |
| 2008 | Campos Team        | CAT | CAT | IST | IST | MON | MON | MAG | MAG | SIL | SIL | HOC | HOC | HUN | HUN | VAL | VAL | SPA | SPA | MNZ | MNZ |     |    |    | 63    | 3º   |
| 2008 | Campos Team        |     |     |     |     |     |     | 2   | 4   | 2   | 2   | 5   | Rit | 1   | 10  | 4   | 1   | 20† | 5   | 1   | 11  |     |    |    | 63    | 3º   |
| 2009 | Racing Engineering | CAT | CAT | MON | MON | IST | IST | SIL | SIL | NÜR | NÜR | HUN | HUN | VAL | VAL | SPA | SPA | MNZ | MNZ | ALG | ALG |     |    |    | 63    | 3º   |
| 2009 | Racing Engineering | Rit | 10  | 4   | 4   | 8   | 1   | 2   | 19  | 7   | Rit | 2   | 3   | 19† | Rit | 3   | Rit | 3   | 2   | 3   | 15  |     |    |    | 63    | 3º   |

### Risultati in Formula 1
| 2010 | Scuderia | Vettura |     |     |    |     |    |     |    |    |    |     |     |    |    |    |    |    |     |    |    | Punti | Pos. |
| ---- | -------- | ------- | --- | --- | -- | --- | -- | --- | -- | -- | -- | --- | --- | -- | -- | -- | -- | -- | --- | -- | -- | ----- | ---- |
| 2010 | Virgin   | VR-01   | Rit | Rit | 14 | Rit | 19 | Rit | 19 | 19 | 17 | Rit | Rit | 18 | 17 | 20 | 15 | NP | Rit | NC | 18 | 0     | 24º  |

| Legenda | 1º posto     | 2º posto | 3º posto    | A punti         | Senza punti/Non class.  | Grassetto – Pole position Corsivo – Giro più veloce |
| Legenda | Squalificato | Ritirato | Non partito | Non qualificato | Solo prove/Terzo pilota | Grassetto – Pole position Corsivo – Giro più veloce |

### Risultati nella 24 ore di Le Mans
| Anno | Team                  | Co-piloti                | Vettura      | Classe | Giri | Pos. Assol. | Pos. di Classe |
| ---- | --------------------- | ------------------------ | ------------ | ------ | ---- | ----------- | -------------- |
| 2013 | Audi Sport Team Joest | Marc Gené Oliver Jarvis  | Audi R18 TDI | LMP1   | 347  | 3º          | 3º             |
| 2014 | Audi Sport Team Joest | Tom Kristensen Marc Gené | Audi R18 TDI | LMP1   | 376  | 2º          | 2º             |
| 2015 | Audi Sport Team Joest | Loïc Duval Oliver Jarvis | Audi R18 TDI | LMP1   | 392  | 4º          | 4º             |
| 2016 | Audi Sport Team Joest | Loïc Duval Oliver Jarvis | Audi R18 TDI | LMP1   | 372  | 3º          | 3º             |

### Risultati in Formula E
| Stagione | Squadra                  | Vettura                           | 1                   | 2            | 3           | 4                                               | 5       | 6       | 7       | 8      | 9       | 10      | 11      | 12      | 13      | 14      | 15      | 16     | Punti | Pos |
| --- | ------------------------ | --------------------------------- | ------------------- | ------------ | ----------- | ----------------------------------------------- | ------- | ------- | ------- | ------ | ------- | ------- | ------- | ------- | ------- | ------- | ------- | ------ | ----- | --- |
| 2014-15 | Audi Sport ABT           | Spark-Renault SRT 01E             | PEC 1               | PUT 2        | PDE 3       | BNA Rit                                         | MIA 9   | LBH 3   | MON 2   | BER SQ | MOS 2   | LON 4   | LON 6   |         |         |         |         |        | 133   | 3º  |
| 2015-16 | Audi Sport ABT           | Spark-ABT Schaeffler FE01         | PEC 2               | PUT 1        | PDE 2       | BNA 3                                           | MEX SQ  | LHB 1   | PAR 1   | BER 3  | LON 4   | LON Rit |         |         |         |         |         |        | 153   | 2º  |
| 2016-17 | Audi Sport ABT           | Spark-ABT Schaeffler FE02         | HKG 2               | MAR 5        | BNA 3       | MEX 1                                           | MON 2   | PAR Rit | BER 2   | BER 3  | NYC 4   | NYC 5   | MTR 1   | MTR 7   |         |         |         |        | 181   | 1º  |
| 2017-18 | Audi Sport ABT           | Spark-Audi etron FE04             | HKG 17              | HKG 14       | MAR Rit     | SAN Rit                                         | MEX 9   | PDE 2   | ROM 2   | PAR 2  | BER 2   | ZUR 1   | NYC 1   | NYC 2   |         |         |         |        | 144   | 2º  |
| 2018-19 | Audi Sport ABT           | Spark-Audi e-tron FE05            | DIR 9               | MAR 7        | SAN 12      | MEX 1                                           | HKG 2   | SAY 15  | ROM 7   | PAR 4  | MON Rit | BER 1   | BRN 9   | NYC 5   | NYC 18† |         |         |        | 108   | 3º  |
| 2019-20 | Audi Sport ABT           | Spark-Audi e-tron FE06            | DIR 13              | DIR 2        | SAN 7*      | MEX 6*                                          | MAR 7*  | BER 9   | BER 3   | BER 8* | BER 6*  | BER 21  | BER 6   |         |         |         |         |        | 77    | 6°  |
| 2020-21 | Audi Sport ABT           | Spark-Audi e-tron FE07            | DIR 9*              | DIR 8*       | ROM Rit     | ROM Rit                                         | VAL 7*  | VAL 10* | MON 10  | PUE 1* | PUE 18* | NYC 3   | NYC 14* | LON 6   | LON SQ  | BER 1   | BER 20* |        | 87    | 7°  |
| 2021-22 | ROKiT Venturi Racing     | Spark-Mercedes-EQ Silver Arrow 02 | DIR 5               | DIR 3        | MEX 12      | ROM 11                                          | ROM 8   | MON 6   | BER 21  | BER 4  | GIA 7   | MAR 5   | NYC 2   | NYC Rit | LON 9   | LON 1   | SEO 3   | SEO 11 | 126   | 5°  |
| 2022-23 | Mahindra Racing          | Spark-Mahindra M9Electro          | MEX 3               | DIR 13       | DIR 16      | HYD 14                                          | CAP WD  | SAP 13  | BER 11  | BER 12 | MON 13  | GIA 15  | GIA 14  | POR 7   | ROM Rit | ROM Rit | LON 6   | LON 14 | 32    | 15° |
| 2023-24 | ABT Cupra Formula E Team | Spark-Mahindra M9Electro          | MEX Rit             | DIR 19       | DIR 18      | SAP 13                                          | TOK Rit | MIS 10  | MIS 11  | MON 11 | BER Rit | BER 11  | SHA 10  | SHA 19  | POR 11  | POR 17  | LON 11  | LON 9  | 4     | 23º |
| 2024-25 | Lola-Yamaha Abt          | Spark-Lola-Yamaha T001            | SAP Rit             | MEX 20       | JED SQ      | JED 16                                          | MIA 2   | MON 13  | MON Rit | TOK    | TOK     | SHA     | SHA     | GIA     | BER     | BER     | LON     | LON    | 18*   |     |
| \| Legenda \| 1º posto \| 2º posto \| 3º posto \| A punti \| Senza punti \| Grassetto=Pole position Corsivo=Giro più veloce \| \| Legenda \| Solo prove/Terzo pilota \| Non qualificato \| Ritirato/Non class. \| Squalificato \| Non partito \| Grassetto=Pole position Corsivo=Giro più veloce \| |                          |                                   |                     |              |             |                                                 |         |         |         |        |         |         |         |         |         |         |         |        |       |     |
| Legenda | 1º posto                 | 2º posto                          | 3º posto            | A punti      | Senza punti | Grassetto=Pole position Corsivo=Giro più veloce |         |         |         |        |         |         |         |         |         |         |         |        |       |     |
| Legenda | Solo prove/Terzo pilota  | Non qualificato                   | Ritirato/Non class. | Squalificato | Non partito | Grassetto=Pole position Corsivo=Giro più veloce |         |         |         |        |         |         |         |         |         |         |         |        |       |     |

- G: Pilota col giro più veloce nel gruppo di qualifica.
- *: Fanboost